# Hattstugan
Hattstugan är en barnbok och bilderbok från 1930, skriven och illustrerad av Elsa Beskow.

## Handling
Det är en saga på rim om tre tomtebarn som bor med sin mamma i en hatt. När mamman ger sig iväg vill barnen försöka hjälpa till genom att tvätta sina kläder i en gryta på den öppna spisen. Det sista ordet i varannan mening i sagan är utelämnat, så att de barn som lyssnar på berättelsen själva ska kunna fylla i orden genom att rimma.